# Charles Dupin

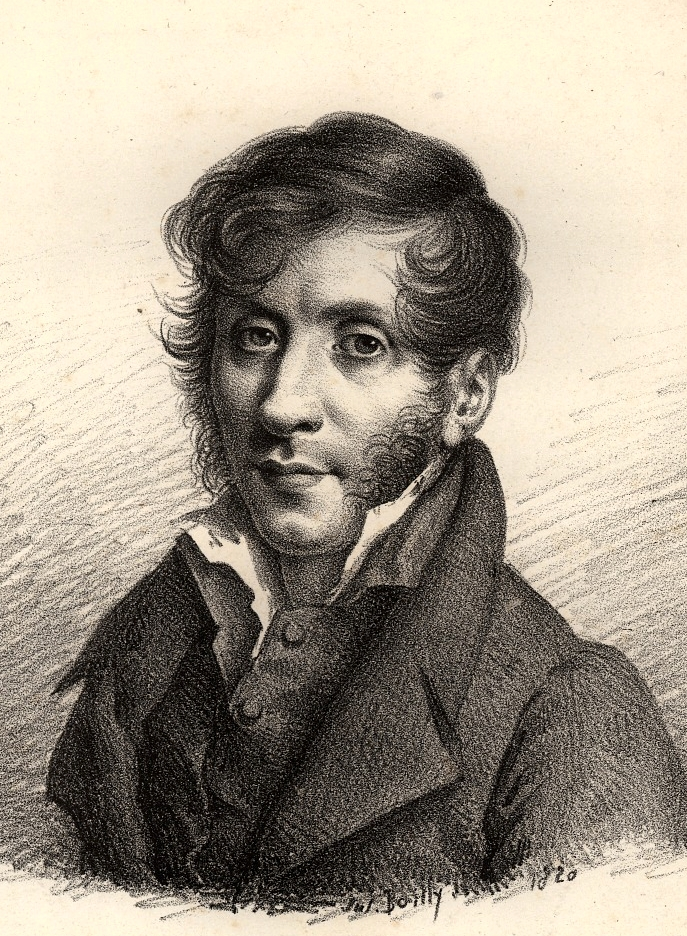
Charles Dupin, Lithografie von Julien Léopold Boilly

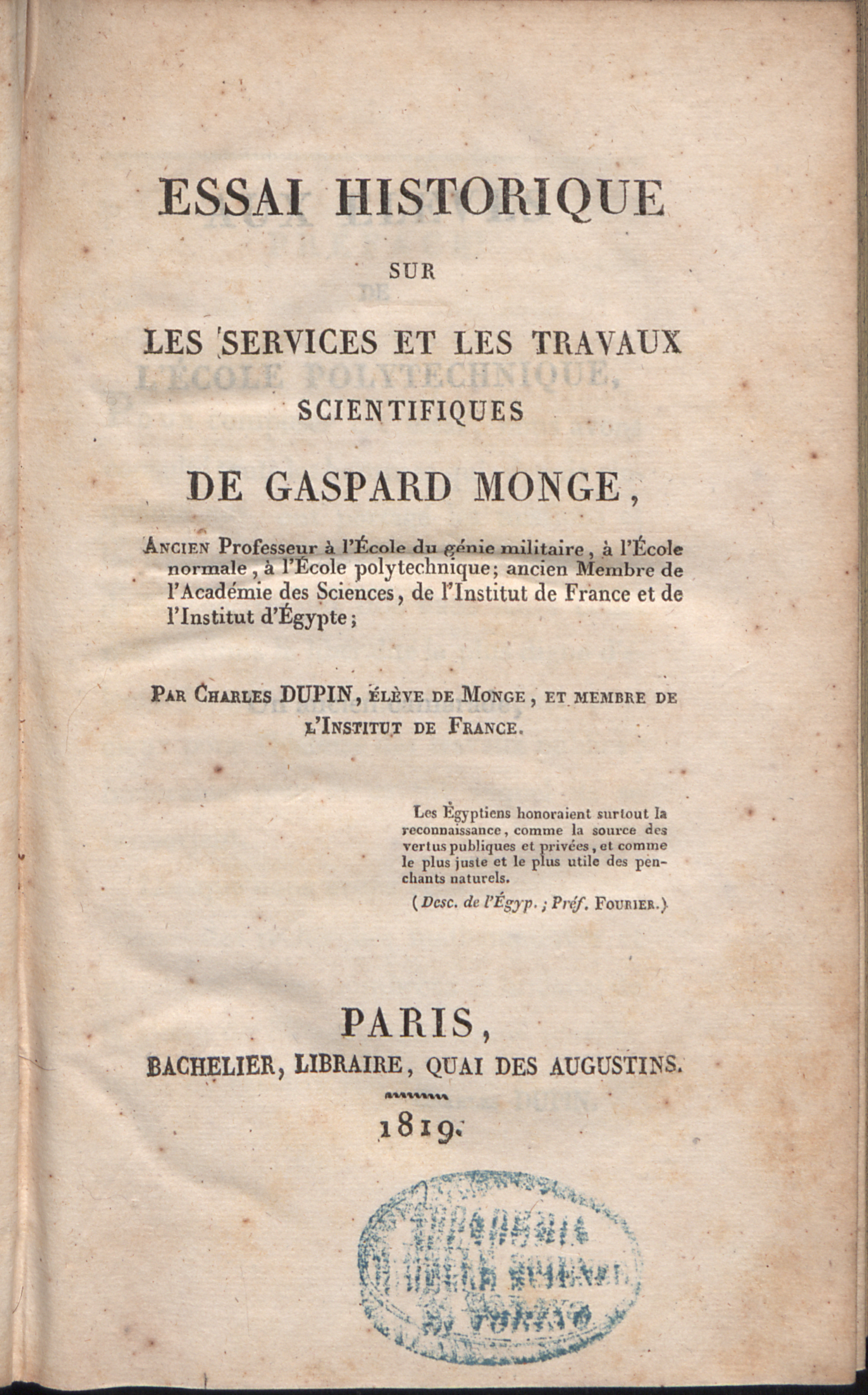
Essai historique sur les services et les travaux scientifiques de Gaspard Monge, 1819

Pierre Charles François Dupin (* 6. Oktober 1784 in Varzy; † 18. Januar 1873 in Paris) war ein französischer Mathematiker, Ingenieur und Politiker.

## Leben
Dupin war der Sohn eines Anwalts und wuchs in Nivernais auf. Er studierte bei Gaspard Monge an der École polytechnique und war dann als Marineingenieur auf Seereisen und später in Antwerpen, Genua, Toulouse (wo er 1813 das Marinemuseum gründete) und 1807 bis 1810 auf Korfu, wo er das Marinearsenal und den Hafen sanierte. Von 1819 bis 1854 war er Mathematik-Professor am Conservatoire des Arts et Metiers in Paris, wo er auch sehr populäre öffentliche Vorlesungen z. B. über die Anwendungen der Geometrie in der Industrie hielt. 1828 wurde er als Deputierter für das Département Tarn ins Parlament gewählt. 1834 wurde er Marineminister und war ab 1852 im französischen Senat. Er bemühte sich als Politiker um den Aufbau von Schulen, Banken, der Industrie (insbesondere der Verbreitung der Dampfkraft), von Straßen und Kanälen.
Noch als Student entdeckte er die nach ihm benannten Dupinschen Zykliden. Er führte die Dupin-Indikatrix in die Differentialgeometrie der Flächen ein und asymptotische Linien auf Flächen (Developpments de la Geometrie 1813). Der Satz von Dupin ist eine Aussage über dreifache Orthogonalsysteme von Flächen.
1813 wurde er in das Institut de France gewählt (der napoleonische Ersatz für die französische Akademie) und 1818 als ordentliches Mitglied in die Französische Akademie der Wissenschaften. 1823 wurde er Ehrenmitglied (Honorary Fellow) der Royal Society of Edinburgh und 1827 der Russischen Akademie der Wissenschaften in Sankt Petersburg. Die Académie royale des Sciences, des Lettres et des Beaux-Arts de Belgique nahm ihn 1847 als assoziiertes Mitglied auf. 1838 erhielt er die Peers-Würde.
1826 veröffentlichte er eine Karte über die Verteilung des Analphabetentums in Frankreich. Jeder Bezirk wurde je nach Häufigkeit in verschiedenen Schattierungen dargestellt. Diese war die erste Choroplethenkarte.  Inspiriert hatten ihn die Arbeiten von Georg Hassel und August Friedrich Wilhelm Crome.
Sein Bruder war der bekannte Anwalt André Dupin.